# Fantômes - Histoires troubles
Vous lisez un « bon article » labellisé en 2023.
Fantômes - Histoires troubles (titre original : 20th Century Ghosts) est un recueil de nouvelles écrites par Joe Hill, publié en 2005 au Royaume-Uni puis en 2007 aux États-Unis. L'introduction du recueil est rédigée par le romancier Christopher Golden.
Le recueil est le premier ouvrage édité par Joe Hill. Il s'agit du regroupement de quatorze nouvelles que l'auteur a publiées précédemment dans d'autres recueils collectifs ou dans des magazines entre 1999 et 2005. La majorité des nouvelles sont teintées de fantastique parfois horrifique.
En plus de l'horreur, Hill développe des thématiques autour de la littérature, du cinéma, mais il parle aussi du mal-être de l’adolescence et de l'Amérique profonde.
Le recueil est un succès commercial en Angleterre en 2005 puis aux États-Unis en 2007. Il est plutôt bien accueilli par les critiques et plusieurs de ses nouvelles obtiennent des prix Bram-Stoker et des prix World Fantasy. La nouvelle La Cape est adaptée en 2011 en bande dessinée et la nouvelle Le Téléphone noir est transposée en film, donnant Black Phone en 2021.

## Création
Joseph Hillström King, l'un des fils du célèbre romancier Stephen King, écrit son premier récit en 1986 alors qu'il a quatorze ans,,. Joe adore écrire et souhaite en faire son métier. Durant ses années de lycée, il écrit trois autres histoires médiocres. Il souhaite cependant les faire éditer. Comme il ne veut pas être comparé à son père ou être favorisé par son nom, il décide d'écrire sous le pseudonyme Joe Hill. Hill est la forme abrégée de son deuxième prénom Hillström,,.
Par la suite, Hill écrit plusieurs histoires sur des thèmes très divers comme le divorce, l'éducation des enfants difficiles ou la crise de la cinquantaine, dont aucune n'est acceptée par un éditeur. Passionné par les bandes dessinées d'horreur de Neil Gaiman et d'Alan Moore, il décide de changer de registre et se tourne vers le fantastique. Il écrit alors quatre romans : Anges de Papier, un pastiche de Cormac McCarthy (1933-2023), un roman de fantasy intitulé Les Cerfs-volants maudits du Dr Lourdes, Les Ronces, un suspense à la John D. MacDonald (1916-1986) et L'Arbre de la peur, un récit dans la veine de J. R. R. Tolkien (1892-1973) qu'il met trois ans à rédiger. Toutefois, il ne trouve pas d'éditeur, ni aux États-Unis, ni au Royaume-Uni, ni au Canada.

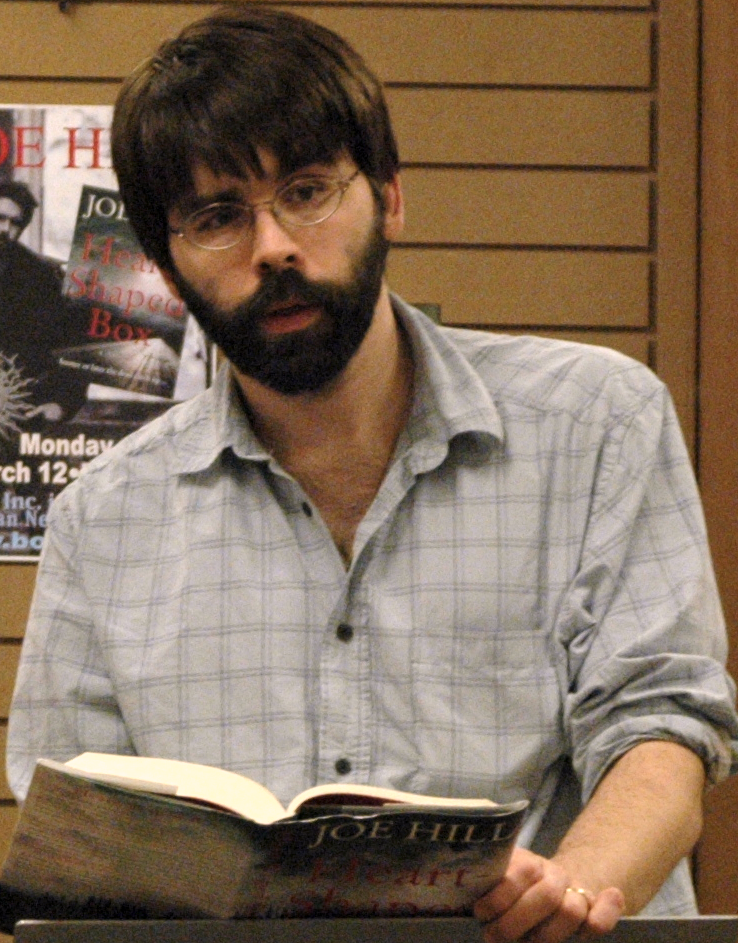
Joe Hill en 2007.

En parallèle de son travail sur des romans, Joe Hill écrit des nouvelles. Ses deux premières nouvelles, éditées en 1997 et 1998, passent inaperçues. Mais en 1999, la nouvelle Mieux qu'à la maison remporte le prix A. E. Coppard qui permet aux apprentis auteurs de publier leur première nouvelle dans un tirage limité. Une autre nouvelle, Pop Art, l'histoire de l'amitié entre un jeune délinquant et un garçon en plastique gonflable, est acceptée en 2001 dans une anthologie d'histoires fantastiques juives intitulée With Signs & Wonders,. En 2002, une autre, La Belle au cinéma hantant, est éditée dans la revue philologique High Plains Literary Review, tirée à mille exemplaires,. En 2004, il publie dans un magazine britannique d'horreur, une autre nouvelle nommée Le Téléphone noir. La même année, un dénicheur de talents lui propose d'écrire un scénario de onze pages pour Spider-Man.
En 2003, Joe Hill est contacté par l'éditrice Jeanne Cavelos pour écrire dans une anthologie nommée The Many Faces of Van Helsing,. Il livre alors la nouvelle Fils d'Abraham. Lors d'une séance de dédicace de l'ouvrage en 2004 à Cambridge dans le Massachusetts, Hill fait la connaissance de deux autres auteurs ayant écrit dans le recueil : Tom Monteleone et Christopher Golden. Joe Hill fait forte impression sur Golden. Celui s'empresse après la séance de lire la nouvelle Fils d'Abraham et il la trouve très bonne.
Estimant qu'il a suffisamment de bonnes nouvelles pour éditer un recueil, Hill décide de démarcher à nouveau les éditeurs. Après plusieurs refus, il reçoit finalement, en décembre 2004, un appel de Peter Crowther, l'éditeur de PS Publishing, une petite maison d'édition de l'est de l'Angleterre. Captivé par Pop Art, celui-ci propose d'imprimer le recueil de Joe Hill. Il lui demande cependant d'écrire quelques autres nouvelles inédites. Début 2005, ayant écrit toutes les nouvelles réclamées, Crowther demande à Christopher Golden de lire et d'écrire l'introduction du recueil. Celui-ci, malgré son emploi du temps chargé, accepte la proposition.
Le recueil de nouvelles sort en Angleterre en octobre 2005. Puis, à la suite du succès de Le Costume du mort, premier roman de Joe Hill paru début 2007, le recueil est édité aux États-Unis fin 2007 par William Morrow. Dans cette édition, la nouvelle The Saved est remplacée par une autre, intitulée Bobby Conroy revient d'entre les morts. En 2010, le recueil est publié en France aux éditions Jean-Claude Lattès d'après l'édition américaine. D'abord annoncé sous le titre Fantômes du XXe siècle, celui-ci change de titre quelques semaines avant la publication pour Fantômes - Histoires troubles. En 2013, le recueil est réédité en format poche en France par les éditions J'ai lu.

## Description

### Contenu
La première version du recueil publié chez PS comporte quatorze histoires dont deux inédites : La Cape et Le Masque de papa. Hill cache une troisième histoire inédite nommée Schéhérazade a encore frappé dans la section des remerciements. Le recueil de PS existe en trois versions : avec une couverture souple, avec une couverture rigide et en édition limitée avec jaquette, contenant l'histoire supplémentaire The Saved et un chapitre supprimé du Téléphone noir.
Les nouvelles sont présentes dans l'édition française dans l'ordre suivant : 
- Dernier Cri ((en) Best New Horror,  dans Postscripts no 3, 2005) ;
- La Belle au cinéma hantant  ((en) 20th Century Ghost,  dans The High Plains Literary Review volume XVII, 2002) ;
- Pop Art ((en) Pop Art,  dans With Signs & Wonders, 2001) ;
- Stridulations ((en) You Will Hear The Locust Sing,  dans The Third Alternative no 37, 2004) ;
- Fils d'Abraham ((en) Abraham's Boys,  dans The Many Faces Of Van Helsing, 2004) ;
- Mieux qu'à la maison ((en) Better Than Home, livret, 1999) ;
- Le Téléphone noir ((en) The Black Phone, dans The Third Alternative no 39, 2004) ;
- Dans la souricière ((en) In The Rundown, dans Crimewave no 8 : Cold Harbours, 2005) ;
- La Cape ((en) The Cape, inédit, 2005) ;
- Dernier Souffle ((en) Last Breath, dans Subterranean Magazine no 2, 2005) ;
- Bois mort ((en) Dead-Wood, dans la lettre d'information de février des éditions Subterranean, 2005) ;
- Un petit déjeuner ((en) The Widow's Breakfast, dans The Clackamas Literary Review volume VI, 2002) ;
- Bobby Conroy revient d'entre les morts ((en) Bobby Conroy Comes Back From The Dead, dans Postscripts no 5, 2005) ;
- Le Masque de papa ((en) My Father's Mask, inédit, 2005) ;
- Escamotage ((en) Voluntary Committal, livret, 2005) ;
- Schéhérazade a encore frappé ((en) Scheherazade's Typewriter, inédit, 2005)[9],[11].

La majorité des nouvelles sont teintées de fantastique et plus particulièrement d'épouvante et de fantaisie sombre,. Selon Christopher Golden, elles sont surtout fantastiques par le « trouble inquiétant qu'elles diffusent » ou par la mélancolie surnaturelle qu'elles dégagent. Contrairement à ce que laisse sous-entendre le titre de l'ouvrage, seulement deux histoires parlent de fantômes : La Belle au cinéma hantant et Le Téléphone noir. Plusieurs nouvelles, bien que jamais très éloignées du genre fantastique, sont réalistes. Il s'agit de Dans la souricière, Mieux qu’à la maison, Un petit déjeuner et Bobby Conroy revient d’entre les morts. D'ailleurs, pour Joe Hill, pour qu'une histoire soit étrange, il faut qu'elle contienne 90 % de réalisme et une scène de fantastique. Dans ses nouvelles, Hill instaure la tension, un profond malaise et soigne particulièrement ses chutes.

### Résumés

#### Dernier Cri
L'histoire suit Edward Carroll, un éditeur blasé qui publie une anthologie annuelle de nouvelles horrifiques,. Obsédé par une nouvelle qu'il vient de lire, Edward souhaite à tout prix en rencontrer l'auteur, un homme mystérieux nommé Peter Kilrue,. L'action se situe à Brookline et Boston dans le Massachusetts et à Poughkeepsie et Piecliff dans l'État de New York.

#### La Belle au cinéma hantant
Une belle adolescente nommée Imogene Gilchrist hante le cinéma où elle est morte en 1945,. C'est son amour du cinéma qui permet à son esprit de s'accrocher à ce lieu,. Le personnage principal de la nouvelle est Alec Sheldon, le vieux propriétaire du cinéma situé à Exeter dans le New Hampshire.

#### Pop Art
Écrite vers 1995-1996, cette histoire est retravaillée par Hill en 2001. L'action se situe à Scarswell où le meilleur ami du narrateur, un personnage en plastique gonflable, habite. Comme il n’a pas de bouche, il communique grâce à des crayons et un bloc de papier suspendu à son cou. Le personnage principal est Arthur « Art » Roth, le fameux garçon en plastique.

#### Stridulations

Dessin d'un criquet.

À la fin des années 1950, à Calliphora, une bourgade proche de Phoenix et de Tucson en Arizona, un garçon réservé, Francis Kay est irradié. Il se transforme ensuite en criquet géant, et sème la terreur en ville.

#### Fils d'Abraham
Près de New York, au début des années 1910, Maximilien, dit Max, et son frère Rudolf, dit Rudy, vivent sous la coupe autoritaire de leur père, le médecin Abraham Van Helsing. Max finit par assassiner son père après avoir découvert qu'il est en réalité un célèbre chasseur de vampires.

#### Mieux qu'à la maison
Originellement écrit vers 1995-1996, ce récit fait 120 pages. Pensant que ce format n'est pas vendeur, Hill parvient à le réduire à une nouvelle de 37 pages. L'histoire se déroule à Détroit et suit Homer Feltz, un garçon sérieusement névrosé qui a un comportement étrange. Fils de l'entraîneur d’une équipe de baseball, il raconte ses petits tracas. Un jour, ses parents lui font visiter un pensionnat.

#### Le Téléphone noir
Un adolescent nommé John Finney est enlevé par un tueur en série sur le parking d'un supermarché près de Galesburg dans l'Illinois. Il est séquestré dans un sous-sol maculé de taches de sang. Il découvre alors que le vieux téléphone accroché dans sa geôle permet de communiquer avec les enfants précédemment assassinés en ce lieu. Ceux-ci souhaitent se venger et veulent aider John à s'échapper. L'histoire est racontée du point de vue de John.

#### Dans la souricière
L'histoire se déroule à Festus dans le Missouri et met en scène Wyatt, un employé de vidéo-club qui vient d’être licencié. Une nuit, alors qu'il rentre chez lui, il tombe sur une femme qui a commis un infanticide.

#### La Cape
Eric Shooter a raté sa vie et est obligé de revenir vivre chez sa mère à Passos,. Là, il découvre que la cape qu'il utilisait pour jouer aux super-héros quand il était enfant peut réellement le faire voler. Mais contrairement à un super-héros, Eric s'en sert pour se venger.

#### Dernier Souffle
Une famille visite un funérarium, un musée qui conserve en bouteilles les derniers souffles de vie de diverses personnes. Le personnage principal de l'histoire est le Docteur Alinger, le conservateur du musée.

#### Bois mort
La nouvelle est une courte dissertation sur les arbres fantômes.

#### Un petit déjeuner
En 1935 près de Northampton dans le Massachusetts, Killian, un hobo sans-abri saute d'un train de marchandise et se foule la cheville. Il va demander de l'aide dans une maison voisine, habitée par une veuve. Elle lui sert un copieux petit déjeuner et lui donne des vêtements de son défunt mari. Killian redécouvre la gentillesse.

#### Bobby Conroy revient d'entre les morts

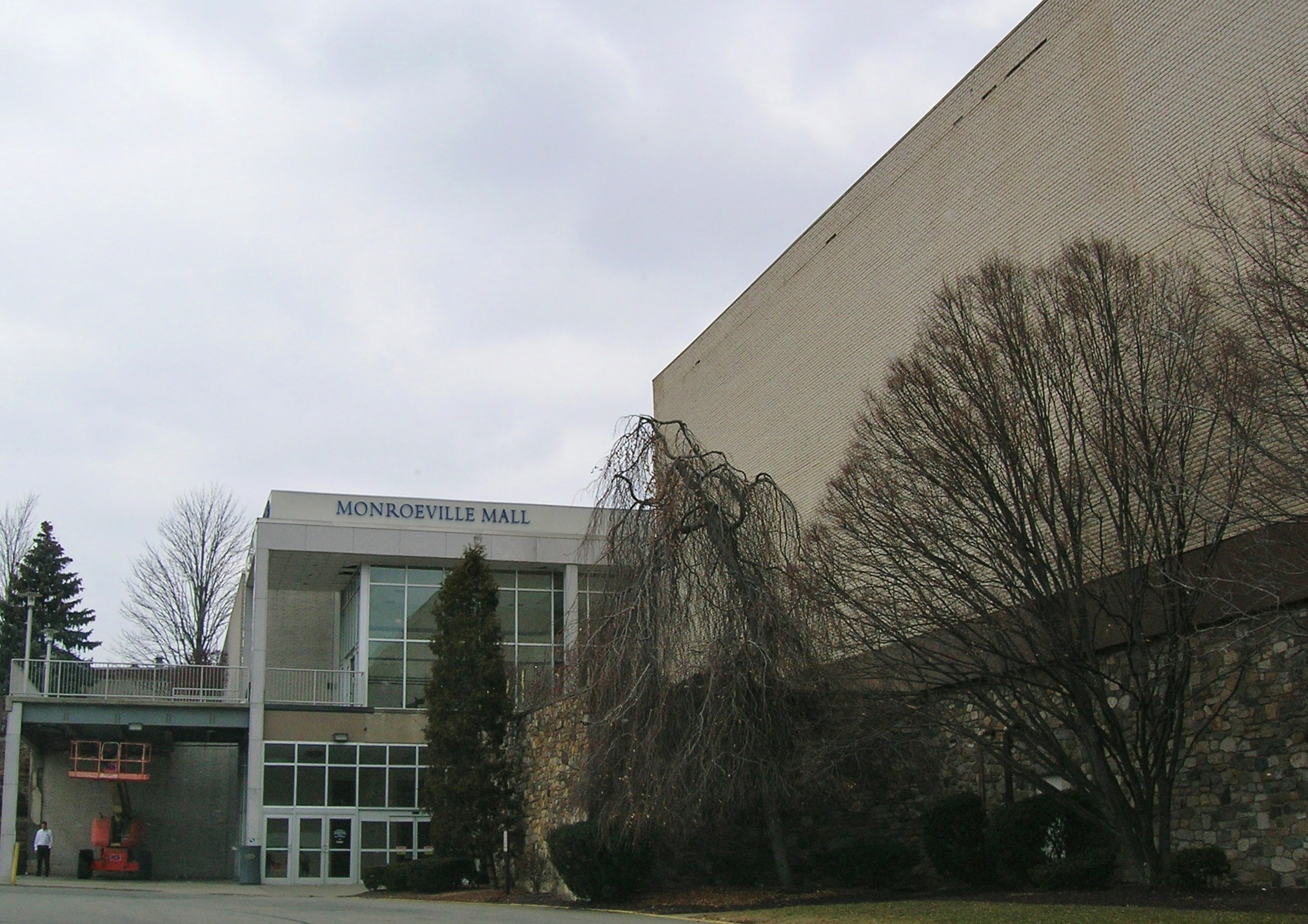
Une des entrées du centre commercial de Monroeville.

Acteur raté, Bobby Conroy retrouve Harriet, son amour de jeunesse, sur le tournage du film Zombie, où ils sont tous deux figurants. Maquillés par Tom Savini, Bobby et Harriet se remémorent leurs souvenirs en attendant que le tournage commence. L'action se déroule en 1978 dans le centre commercial de Monroeville dans l'Alabama.

#### Le Masque de papa
Joe Hill écrit cette histoire à la manière de Kelly Link. Il s'agit de l'histoire d'une famille qui se rend dans un chalet au bord d'un lac où le port du masque de carnaval est obligatoire. Le personnage principal est Jack, le fils unique de la famille. Il vient pour la première fois dans cette étrange demeure.

#### Escamotage
C'est l'histoire la plus longue du recueil,,. Elle se déroule à Pallow, près de Boston dans le Massachusetts à l'été 1977. Morris, le jeune frère autiste de Nolan Lerner, construit dans le sous-sol de la maison familiale un immense dédale de cartons peints et décorés. Eddie, un de leurs amis, décide d'explorer l'endroit et n'en ressort jamais.

#### Schéhérazade a encore frappé

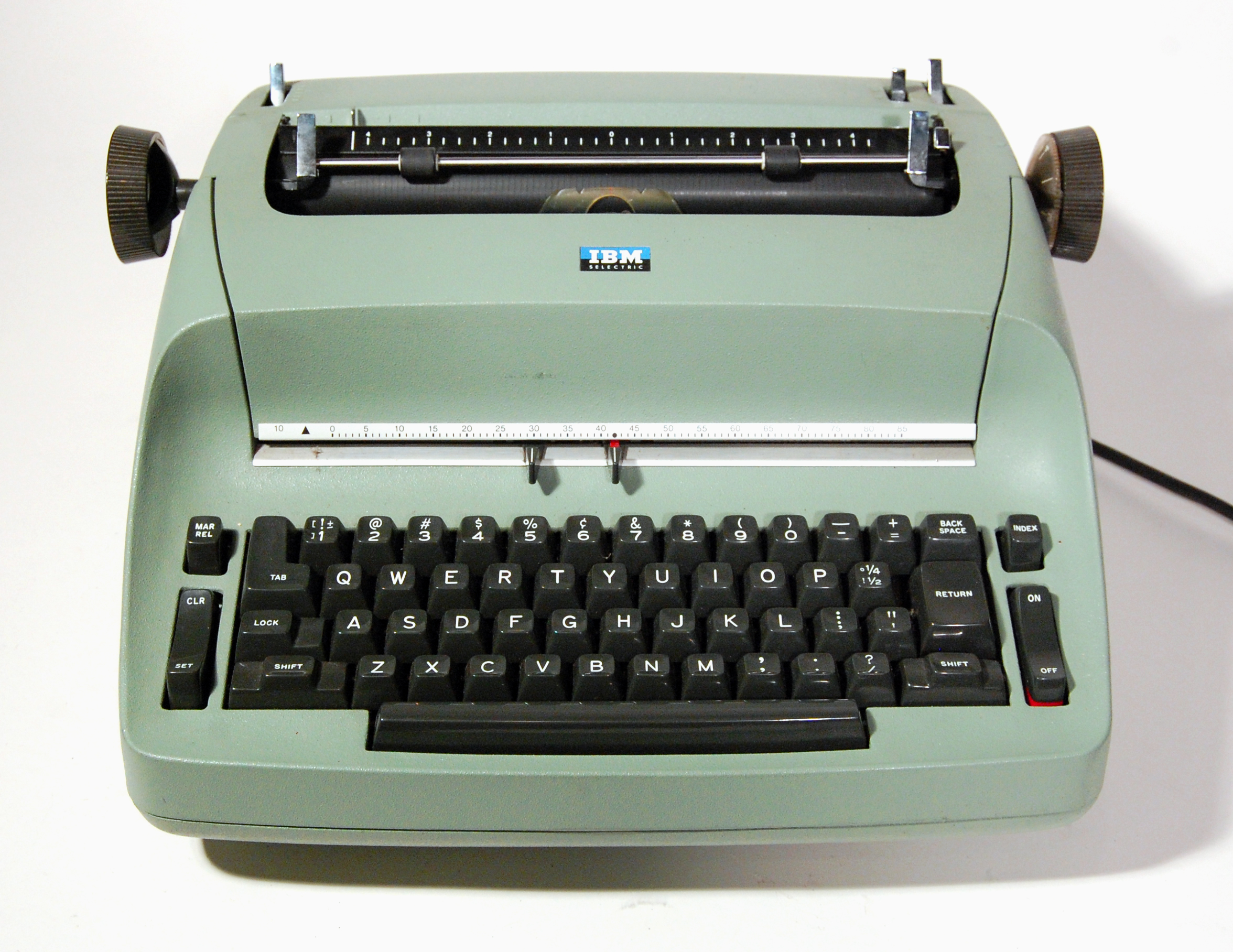
Une machine à écrire IBM à boule.

Une machine à écrire IBM à boule continue de fonctionner. Elle écrit des nouvelles fantastiques même après la mort de son propriétaire. Le personnage principal est Elena, la fille du propriétaire de la machine.

## Thèmes abordés

### Horreur
Le Téléphone noir est un exemple de classique horrifique. La nouvelle évoque un classique du genre, le tueur en série mais oscille en réalité entre roman noir et fantastique. Fils d'Abraham, lui, se veut une prolongation du classique de la littérature horrifique, Dracula (1897),,. Comme l'ont aussi fait Kim Newman en 1992 avec Anno Dracula et J. S. Barnes en 2020 avec Dracula's Child.
Dernier cri possède une atmosphère à la Howard Philips Lovecraft mais évoque aussi l'horreur et particulièrement le slasher, un genre cinématographique en vogue dans les années 1980 et lancé entre autres par Massacre à la tronçonneuse (1974),. Plutôt misogyne, ce type de film met en vedette des jeunes filles poursuivies par des psychopathes. Dernier cri décrit aussi les sentiments ambigus qu'éprouvent les lecteurs de ce genre littéraire et les spectateurs de ce genre cinématographique. L'horreur est en effet le seul genre nommé d'après son effet désiré. La femme du héros de l'histoire le quitte car elle est écœurée par la fascination de celui-ci pour les descriptions littéraires d'actes ignobles et barbares. En fin d'histoire, il est puni à cause de cela. Hill reconnaît qu'une partie de l'attrait des histoires d'horreur est leur prévisibilité. Dernier cri semble être une réadaptation de la nouvelle L'Enfant de celluloïd (1984) de Clive Barker.

### Fantastique
Stridulations possède des accents fantastiques digne de La Métamorphose (1912) de Franz Kafka et des récits de William Burroughs,,,,. Escamotage est également un pur récit fantastique. En effet, les relations entre le narrateur des nouvelles écrites par Joe Hill et le reste des personnages sont généralement perturbées par un élément fantastique. Il peut s'agir d'un ami étrange, d'un accessoire inhabituel comme une couverture, un jeu de cartes ou des cartons. L'élément fantastique peut être comme dans Pop Art, le point de départ du récit : l'ami du narrateur est en plastique gonflable. Puis à partir de cet élément, Hill évoque une sérieuse et émouvante histoire d'amitié. 
La fin de Le Téléphone noir est très proche des histoires du magazine fantastique Weird Tales (1923-1954). Escamotage se rapproche de la série télévisée fantastique et de science-fiction La Quatrième Dimension (1959-1964). Dernier Souffle est un conte à la manière de ceux de l'anthologie de récits d’horrifiques Tales from the Crypt (1950-1955).

### Littérature
La plupart des nouvelles sont des hommages ou des relectures d’œuvres préexistantes. Dernier cri évoque le monde littéraire et plus particulièrement de l'édition. Dans cette nouvelle, Hill évoque élogieusement Un printemps à Galesburg (1963) et La Pièce d'à côté (1968) de Jack Finney (1911-1995). La nouvelle mentionne également Carrie (1974) de Stephen King, Edgar Allan Poe (1809-1849), Ezra Pound  (1885-1972), H. P. Lovecraft (1890-1937), Jack Finney (1911-1995), John Updike (1932-2009), Joyce Carol Oates (1938), Clive Barker (1952), Stephen Gallagher (1954) Neil Gaiman (1960) et Kelly Link (1969). Dans l'introduction de l'ouvrage, Christopher Golden déclare que l'écriture de Joe Hill lui rappelle celle des romanciers Ambrose Bierce (1842-1913), Ray Bradbury (1920-2012), Joan Aiken (1924-2004), Richard Matheson (1926-2013), Charles Beaumont (1929-1967) et du scénariste Rod Serling (1924-1975),. La prose de Hill peut aussi être rapprochée de celle de Peter Straub (1943).
D'autres nouvelles font référence au monde littéraire. Pop Art parle de Bernard Malamud (1914-1986) et d'Isaac Bashevis Singer (1902-1991). Stridulations évoque Mickey Spillane (1918-2006). Fils d'Abraham cite les pièces de théâtre Richard III (1592) et Macbeth (1606) de William Shakespeare. La Cape fait référence au roman Sa Majesté des mouches (1954) de William Golding et les auteurs Geoffrey Chaucer (1340-1400) et John Milton (1608-1674). Dernier souffle rappelle le poème Le Corbeau (1845) d'Edgar Allan Poe et le roman James et la Grosse Pêche (1961) de Roald Dahl. Le Masque de papa est un conte surréaliste qui n'a pas d'explication,. Il évoque la nouvelle Le Masque de la mort rouge (1842) d'Edgar Allan Poe. Escamotage mentionne l'allégorie Flatland (1884) d'Edwin Abbott Abbott (1838-1926).
Bobby Conroy revient d'entre les morts semble assez proche du style de Bradbury. La Cape ressemble à la nouvelle Tapis volants du recueil Le Lanceur de couteaux (1998) de Steven Millhauser. Escamotage est également proche de l’univers de Millhauser. Dernier souffle peut faire penser aux lecteurs francophones à L’Appareil pour l’analyse chimique du dernier soupir du recueil Contes cruels (1883) d’Auguste de Villiers de l'Isle-Adam (1838-1889) avec une fin macabre à la manière d’Ambrose Bierce. Le Masque de papa fait penser à Le Chapeau du spécialiste ou à Magie pour débutants du recueil La Jeune détective et autres histoires étranges (2008) de Kelly Link.
Pop Art est une nouvelle existentialiste et absurde. Elle pourrait faire partie du recueil de nouvelles du réalisateur Tim Burton, La Triste Fin du petit enfant huître (1997) qui présente des destins d’enfants extraordinaires.

### Cinéma

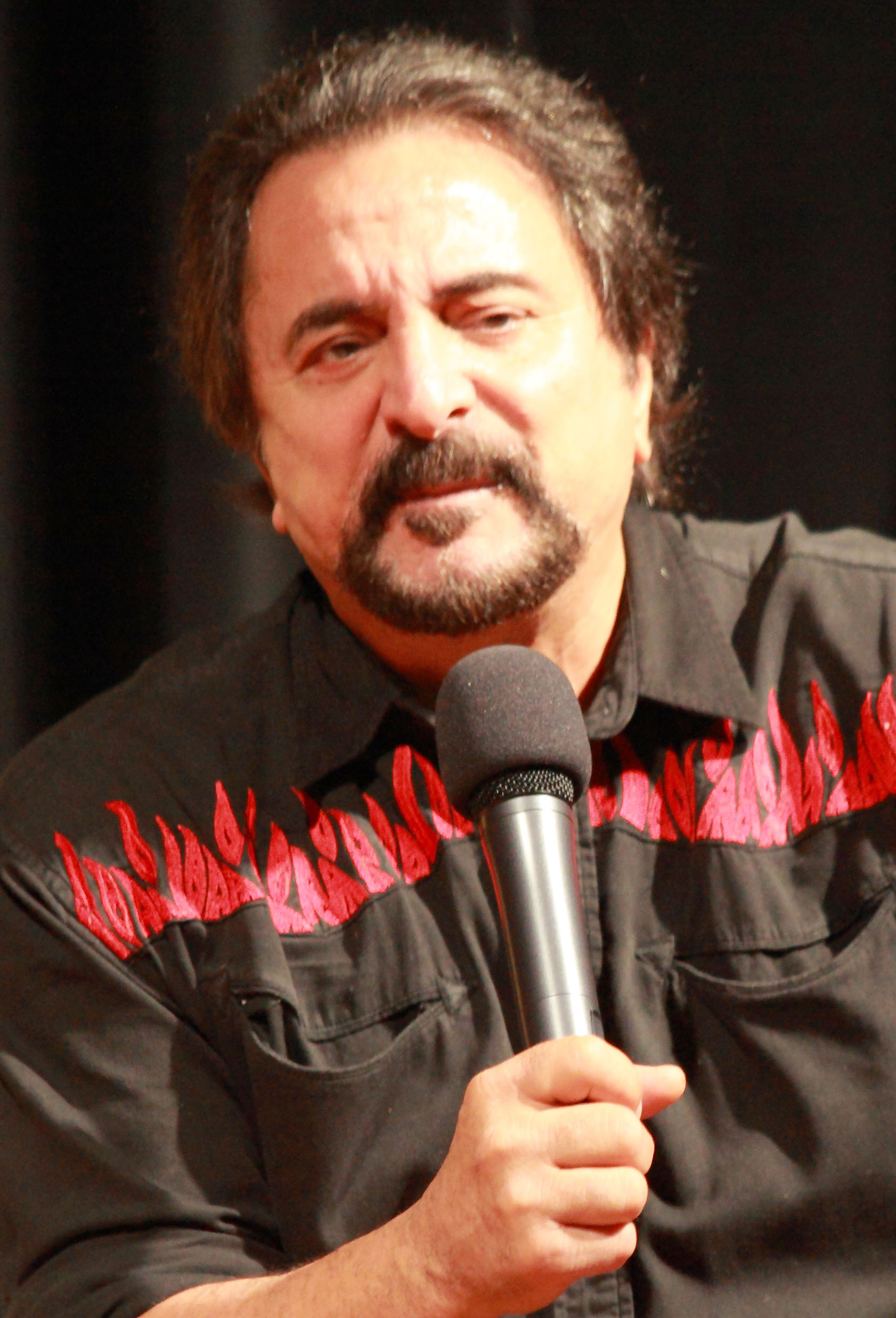
Tom Savini, le maquilleur qui a inspiré à Joe Hill l'histoire Bobby Conroy revient d'entre les morts.

La Belle au cinéma hantant, bien qu'étant une histoire de fantôme, est centrée sur le cinéma. Elle adopte un point de vue romantique sur les films et les vieilles salles de cinéma. L'esprit dont il est question dans la nouvelle est celui d'Imogene Gilchrist, une jeune fille de dix-neuf ans morte dans un cinéma en 1945 durant la projection du Magicien d’Oz (1939). Elle met en parallèle le fantôme de la jeune fille décédée et les fantômes personnels, les regrets, du vieux propriétaire du cinéma.
Bobby Conroy revient d'entre les morts parle également de cinéma à travers les coulisses du tournage du film Zombie (1978) de George A. Romero. Cette histoire d'amour est également un hommage évident au créateur des films de zombies. Bobby Conroy renvoie également à Creepshow (1982), le film où Stephen King et Joe Hill, alors enfant, ont joué des petits rôles et ont côtoyé pendant une semaine le maquilleur Tom Savini,. Stridulations renvoie aux films de science-fiction des années 1950 où la peur de la bombe atomique est très présente,, comme dans Des monstres attaquent la ville (1954). Il peut être rapproché également du film La Mouche (1986),.
La Belle au cinéma hantant évoque notamment les films David Copperfield (1935), Des hommes sont nés (1938), Autant en emporte le vent (1939), Le magicien d'Oz (1939), Monsieur Smith au Sénat (1939), Dumbo (1941), Bataan (1943), Alerte aux marines (1944), La Route semée d'étoiles (1944), La Horde sauvage (1956), Les Oiseaux (1963), Macadam Cowboy (1969), Harold et Maude (1971), American Graffiti (1973), Eraserhead (1977), Sang pour sang (1984), Reservoir Dogs (1992) et Titanic (1997). D'autres films sont cités dans les autres nouvelles du recueil. Dernier cri fait référence La Maison du diable (1963), Hellraiser (1987) et Elvira, maîtresse des ténèbres (1988). Stridulations évoque Des monstres attaquent la ville (1954) et La Mouche noire (1958). Dans la souricière parle de Sid et Nancy (1986), Elephant Man (1980), Pitch Black (2000) et Les Autres (2001). La Cape mentionne L'Empire contre-attaque (1980).

### Mal-être de l’adolescence
Il y a un manque de diversité dans le profil des personnages. En effet, la grande majorité des protagonistes sont des adolescents, plus particulièrement ceux issu d'une famille dysfonctionnelle. Ils sont en décalage par rapport aux normes sociales et n'inspirent pas forcement la sympathie. Cette thématique de l'adolescence est plus présente dans Escamotage et Dans la souricière. Les adolescents sont principalement des garçons américains de banlieue pavillonnaire,. Ils souffrent souvent de solitude et d'aliénation parentale, de culpabilité et d'anxiété adolescente,,. Fils d'Abraham décrit le moment où les enfants découvrent que leur père n'est pas parfait et qu'il les pousse dans une voie qu'ils ne souhaitent pas,,. Selon Christopher Golden, la nouvelle rappelle le film Emprise (2001) avec Bill Paxton. La Cape derrière son côté fantastique est essentiellement une histoire de corruption et de jalousie fraternelle. Escamotage, au contraire évoque les liens fraternels. Le Téléphone noir parle du désespoir et de la résilience des adolescents. Mieux qu'à la maison montre la violence qui éclate dans la vie d'un jeune de banlieue. Pop Art parle de la perte d'un ami d'enfance. Stridulations a un sous-texte post-Columbine qui met en garde contre les enfants poussés dans leurs retranchements. 
Dans les nouvelles, Les femmes adolescentes ou adultes sont très en retrait et n'ont que deux rôles : la séductrice et la figure maternelle.

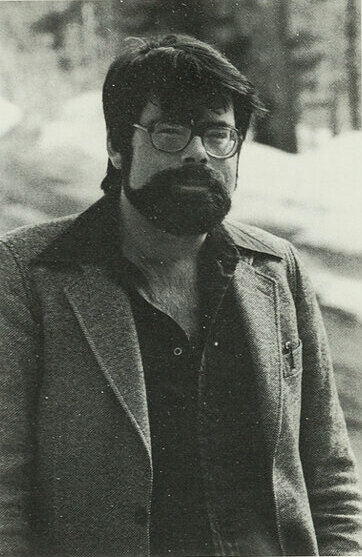
Joe Hill emprunte plusieurs thématiques à son père Stephen King.

Cette thématique de l'adolescente est également récurrente dans l'œuvre du père de Joe Hill, Stephen King,. Le Masque de papa qui est le récit d'une étrange relation père-fils qui semble trouver sa source dans la relation entre Hill et son père.

### L'Amérique profonde chrétienne
L'Amérique profonde est omniprésente à travers ses enfants, ses joueurs de baseball, la vie des hobos, des petites gens et des vaincus. Ces situations vraisemblables, empruntées au mouvement réaliste, rendent plus efficace et plus crédible l’horreur. Hill creuse encore ici dans la même veine que son père Stephen King dans ses romans ou ses recueils Danse macabre (1978) ou Brume (1985).
L'idéologie chrétienne est très présente notamment à travers de la lutte entre bien et mal, l'omniprésence du péché, la possibilité d'une vie après la mort et la pureté des enfants. Hill récompense dans ses récits l'innocence, la persévérance, le travail acharné et punit l'inceste, les violences contre les femmes et la maltraitance contre des mineurs.

## Accueil
Le recueil connaît un succès littéraire en Angleterre. Il est également bien accueilli par la critique américaine et atteint le haut de la liste des meilleures ventes du New York Times. Ken Barnes d’USA Today trouve que Hill sait manier de nombreux genres littéraires. Le Publishers Weekly estime que Joe Hill est l'une « des nouvelles voix les mieux maîtrisées qui aient émergé ces dernières années dans les domaines de l'horreur et du fantastique ». Le Washington Post confirme que Hill est « un des écrivains majeurs de la littérature fantastique du XXIe siècle ».

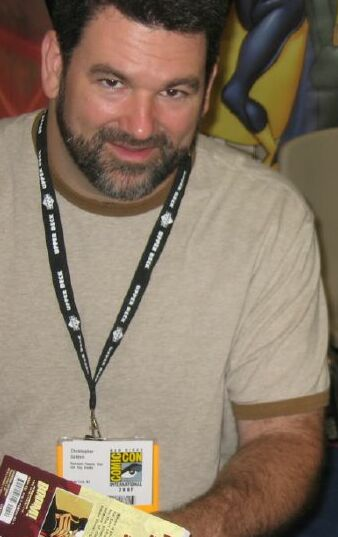
Christopher Golden, le préfacier du recueil de nouvelles de Joe Hill.

Fantômes - Histoires troubles remporte le prix Bram-Stoker du meilleur recueil de nouvelles 2005 ainsi que le prix British Fantasy du meilleur recueil de nouvelles 2006 et est nommée au prix World Fantasy du meilleur recueil de nouvelles 2006. Dernier Cri remporte le prix Bram-Stoker de la meilleure nouvelle longue 2005 ainsi que le prix British Fantasy de la meilleure nouvelle courte 2006 et est nommé au prix World Fantasy de la meilleure nouvelle 2006. Escamotage remporte le prix World Fantasy du meilleur roman court 2006. Joe Hill reçoit également pour ce recueil le prix William L. Crawford décerné à un écrivain ayant publié son premier livre fantastique.
Pour Christopher Golden, les meilleures nouvelles du recueil sont Escamotage et Pop Art. L'écrivain Vince Liaguno trouve également que Pop Art est une « histoire profondément touchante », remarquable et déchirante. C'est l'une des trois nouvelles préférées de Liaguno avec Dernier Souffle et Escamotage. La romancière Ashley Barnard, juge le recueil très bon. Elle indique que Bobby Conroy revient d'entre les morts est son histoire préférée, « principalement en raison de son cadre non conventionnel et très intelligent ». Terrence Rafferty du New York Times estime que Pop Art, Stridulations et Escamotage sont formidables. Les nouvelles favorites de l'écrivaine britannique Icy Sedgwick sont La Belle au cinéma hantant, Le Téléphone noir et Escamotage. Les histoires préférées de l'auteur britannique John C. Adams sont Dernier cri et Stridulation ; la première pour sa réflexion sur le processus de création de fiction horrifique et la seconde par le fait que le personnage principal se transforme en insecte.
Ashley Barnard trouve en revanche cinq nouvelles sans intérêt. Le protagoniste de Dans la souricière est trop antipathique pour qu'on s'attache à lui. C'est pour la même raison qu'elle n'aime pas Le Costume du mort (2007) et Cornes (2010), les deux premiers romans de Joe Hill. La nouvelle Mieux qu'à la maison est pour la romancière attachante mais ennuyeuse. Un petit déjeuner est également ennuyeux. Le Masque de papa lui semble trop abstraite et bizarre. Elle ne comprend pas où Hill veut en venir avec cette histoire. Bois mort est trop courte pour approfondir une réflexion sur l’abattage des arbres. Vince Liaguno trouve également Bois mort sans intérêt et mal placé dans le recueil. Icy Sedgwick prévient que si le lecteur ne connaît pas les règles du baseball, la nouvelle Mieux qu'à la maison lui semblera fade.

## Adaptations
En 2008, la nouvelle Pop Art est adaptée en un court-métrage éponyme par Amanda Boyle. L'année suivante, c'est Fils d’Abraham qui devient un court-métrage réalisé par Dorothy Street. En 2011, Jason Ciaramella et Zach Howard adaptent en bande dessinée la nouvelle The Cape pour l'éditeur IDW. Le Téléphone noir est lui transposé en 2021 en un film, Black Phone, par Scott Derrickson, le réalisateur de Sinister (2002),,.
En 2007, le recueil lu par David LeRoux est édité en livre audio par HarperAudio.